# Шотон
Шотон, более известный как Фестиваль йогурта — ежегодный фестиваль, проводимый в Норбулинке, или «Драгоценном парке», в Лхасе, Тибет.
Фестиваль проводится летом, с 15 по 24 число 5-го лунного месяца — обычно в середине августа, после месячного уединения монахов, которые остаются в своих монастырях, чтобы избежать ходьбы по появляющимся летним насекомым и тем самым их убийства.
Начало фестиваля ведется с XVI века, с пира, который устроили светские лица для монахов. Позднее были добавлены аче лхамо, или тибетские народные оперы, и другие постановки. Оперы длятся целый день в сопровождении игры на колоколах и барабанах. Для исполнения раньше приезжали танцоры и артисты со всей страны, но сейчас эту роль выполняет специальная Лхасская труппа песни и танцев.
Земли Норбулинки заполняются отдельными группами людей, которые укрываются от ветра различными способами. Здесь происходит много встреч родственников и друзей, которые угощают друг друга, по ночам зажигаются костры и происходят различные гуляния.